# 诺顿 (堪萨斯州)
諾頓（Norton）為美國堪薩斯州諾頓縣的一座城市，也是諾頓縣的縣治所在地。根據2010年美國人口普查，此城市人口有2,928人。

## 歷史
諾頓於1872年設立。城市名與所屬縣份一樣皆以聯邦上尉奧爾洛夫·諾頓（Orloff Norton）來命名。
首幢以原木築成的飯店於1873年建成。

## 地理
諾頓坐落在北緯39度50分0秒、西經99度53分27秒（亦可表示為39.833338, -99.890899）處。根據美国人口调查局的資料，此城市總面積為1.93平方英里（5.00平方），全境皆為陸地。此城市坐落於諾頓縣境內的普雷里多格溪北邊。在美國農墾局於1963年建造基思西貝利厄斯湖之前，諾頓經常飽受水患，因此在此城市西南方2.5英里（4.0）處興建大壩方得解決水患問題。內布拉斯加州州界位於此城市北方11英里（18）處。

### 氣候
諾頓坐落於副热带湿润气候和半乾旱氣候兩氣候區的邊界上。此地區1月平均低溫15°F（-9.4°C），7月平均高溫94°F（34.4°C），年溫差較大。此地區全年平均降水量有21.1英寸（540），降水量相對較低，而全年平均降雪量達25.1英寸（640）。
| 堪薩斯州諾頓           | 堪薩斯州諾頓 | 堪薩斯州諾頓 | 堪薩斯州諾頓 | 堪薩斯州諾頓 | 堪薩斯州諾頓 | 堪薩斯州諾頓 | 堪薩斯州諾頓 | 堪薩斯州諾頓 | 堪薩斯州諾頓 | 堪薩斯州諾頓 | 堪薩斯州諾頓 | 堪薩斯州諾頓 | 堪薩斯州諾頓 |
| 月份                   | 1月          | 2月          | 3月          | 4月          | 5月          | 6月          | 7月          | 8月          | 9月          | 10月         | 11月         | 12月         | 全年         |
| ---------------------- | ------------ | ------------ | ------------ | ------------ | ------------ | ------------ | ------------ | ------------ | ------------ | ------------ | ------------ | ------------ | ------------ |
| 历史最高温 °F（°C）    | 81 (27)      | 81 (27)      | 93 (34)      | 100 (38)     | 105 (41)     | 114 (46)     | 117 (47)     | 115 (46)     | 112 (44)     | 101 (38)     | 86 (30)      | 83 (28)      | 117 (47)     |
| 平均高温 °F（°C）      | 42 (6)       | 47 (8)       | 55 (13)      | 67 (19)      | 76 (24)      | 87 (31)      | 94 (34)      | 93 (34)      | 86 (30)      | 72 (22)      | 56 (13)      | 45 (7)       | 68 (20)      |
| 平均低温 °F（°C）      | 15 (−9)      | 19 (−7)      | 26 (−3)      | 38 (3)       | 49 (9)       | 60 (16)      | 65 (18)      | 64 (18)      | 54 (12)      | 41 (5)       | 27 (−3)      | 19 (−7)      | 40 (4)       |
| 历史最低温 °F（°C）    | −24 (−31)    | −23 (−31)    | −20 (−29)    | 4 (−16)      | 26 (−3)      | 37 (3)       | 44 (7)       | 39 (4)       | 19 (−7)      | 8 (−13)      | −11 (−24)    | −19 (−28)    | −24 (−31)    |
| 平均降水量 （mm）      | 0.4 (10)     | 0.7 (18)     | 1.2 (30)     | 2.1 (53)     | 3 (76)       | 3.7 (94)     | 2.7 (69)     | 2.7 (69)     | 1.0 (25)     | 1.4 (36)     | 0.8 (20)     | 0.6 (15)     | 21.1 (540)   |
| 平均降雪量 （cm）      | 4 (10)       | 5.5 (14)     | 7.2 (18)     | 1.8 (4.6)    | 0.1 (0.25)   | 0 (0)        | 0 (0)        | 0 (0)        | 0 (0)        | 0.2 (0.51)   | 2.6 (6.6)    | 3.7 (9.4)    | 25.1 (64)    |
| 平均降雨天数           | 1.5          | 2.2          | 3.4          | 4.9          | 6.1          | 6.5          | 5.3          | 5.2          | 3.5          | 2.7          | 2            | 1.8          | 45.1         |
| 来源：Weatherbase NOAA |              |              |              |              |              |              |              |              |              |              |              |              |              |

## 人口統計
| 调查年                | 人口  | 备注   | %±     |
| --------------------- | ----- | ------ | ------ |
| 1880                  | 634   |        | —      |
| 1890                  | 1,074 |        | 69.4%  |
| 1900                  | 1,202 |        | 11.9%  |
| 1910                  | 1,787 |        | 48.7%  |
| 1920                  | 2,186 |        | 22.3%  |
| 1930                  | 2,767 |        | 26.6%  |
| 1940                  | 2,762 |        | −0.2%  |
| 1950                  | 3,060 |        | 10.8%  |
| 1960                  | 3,345 |        | 9.3%   |
| 1970                  | 3,627 |        | 8.4%   |
| 1980                  | 3,400 |        | −6.3%  |
| 1990                  | 3,017 |        | −11.3% |
| 2000                  | 3,012 |        | −0.2%  |
| 2010                  | 2,928 |        | −2.8%  |
| 2014年估计            | 2,846 | [ 15 ] | −2.8%  |
| U.S. Decennial Census |       |        |        |

### 2010年普查
據2010年人口普查，此城市人口有2,928人，戶數1,290戶，763個家庭。人口密度為585.8人/每平方公里（1,517.1人/每平方英里）。此城市有1,465棟住宅，平均每平方公里有293.1棟住宅。此城市居民之種族中，白人佔96.8%，非裔美國人佔0.2%，美洲原住民佔0.1%，亞裔美國人佔0.4%，其他種族佔0.5%，混血種族則佔1.9%。而西班牙裔或拉丁裔美國人佔此城市人口的3.3%。
此城市之戶籍數計有1,290戶。其中擁有18歲以下孩童的住戶佔26.3%；已婚夫婦且同居的住戶佔46.5%，住戶為女性單親者佔9.3%；住戶為男性單親者佔3.3%；住戶並非一個家庭的佔40.9%。住戶為獨自一人居住的佔全戶之36.1%，其中有18.3%為65歲或以上之獨居老人。每戶住戶平均成員人數為2.20人，每個家庭平均成員人數則是2.86人。
此城市居民之年齡中位數為44.8歲。以年齡層分類，年齡低於18歲者佔23.2%；年齡介在18歲至24歲之間者佔6.4%；年齡介在25歲至44歲之間者佔20.6%；年齡介在45歲至64歲之間者佔27.8%；年齡高於65歲者佔22%。男性佔全市人口之46.6%，女性則佔全市人口之53.4%。

### 2000年普查
據2000年人口普查，此城市人口有3,012人，戶數1,331戶，814個家庭。人口密度為605.7人/每平方公里（1,566.5人/每平方英里）。此城市有1,517棟住宅，平均每平方公里有305.1棟住宅。此城市居民之種族中，白人佔97.91%，非裔美國人佔0.03%，美洲原住民佔0.40%，亞裔美國人佔0.33%，0.03%為太平洋島民，其他種族佔0.63%，混血種族則佔0.66%。而西班牙裔或拉丁裔美國人佔此城市人口的2.03%。
此城市之戶籍數計有1,331戶，其中擁有18歲以下孩童的住戶佔27.7%；已婚夫婦且同居的住戶佔50.5%，住戶為女性單親者佔8.5%；住戶並非一個家庭的佔38.8%。住戶為獨自一人居住的佔全戶之36.1%，其中有20.7%為65歲或以上之獨居老人。每戶住戶平均成員人數為2.19人，每個家庭平均成員人數則是2.86人。
以年齡層分類，年齡低於18歲者佔24.5%；年齡介在18歲至24歲之間者佔5.3%；年齡介在25歲至44歲之間者佔23.5%；年齡介在45歲至64歲之間者佔22.1%；年齡高於65歲者佔24.6%。此城市居民之年齡中位數為43歲。性別比方面，每100名女性所對應的男性數為91.5名，如只計算18歲或以上的居民，則是每100名女性所對應的男性數為82.9名。
此城市每戶平均收入為30,339美元，每個家庭平均收入為36,179美元。男性平均收入25,943美元；女性平均收入20,559美元。此城市人均收入為16,438美元。此城市約有5.5%的家庭以及9.5%的居民低於貧窮門檻，其中18歲以下者占10.4%，65歲以上者佔6.5%。

## 知名人物
- 尼克·艾倫（英语：Nick Allen），棒球選手
- 凯瑟琳·西贝利厄斯，第21任美國衛生及公共服務部部長[16]，前堪薩斯州州長
- 基思·西貝利厄斯（英语：Keith Sebelius），美國前眾議員
- 基思·蓋瑞·西貝利厄斯（英语：K. Gary Sebelius），美國地方法官，基思·西貝利厄斯之子，凱瑟琳·西貝利厄斯的丈夫

## 外部連結
城市
- 諾頓—公職人員名錄
- 諾頓地區商會（页面存档备份，存于）
- 諾頓縣（页面存档备份，存于）

學校
- USD 211（页面存档备份，存于），所在學區

地圖
- 諾頓市地圖（页面存档备份，存于），堪薩斯州運輸部

## 延伸閱讀
- History of the State of Kansas; William G. Cutler; A.T. Andreas Publisher; 1883. (Online HTML eBook)（页面存档备份，存于）
- Kansas : A Cyclopedia of State History, Embracing Events, Institutions, Industries, Counties, Cities, Towns, Prominent Persons, Etc; 3 Volumes; Frank W. Blackmar; Standard Publishing Co; 944 / 955 / 824 pages; 1912. (Volume1 - Download 54MB PDF eBook),(Volume2 - Download 53MB PDF eBook), (Volume3 - Download 33MB PDF eBook)